# Hennezis
Hennezis é uma comuna francesa na região administrativa da Normandia, no departamento de Eure. Estende-se por uma área de 15,69 km². Em 2010 a comuna tinha 803 habitantes (densidade: 51,2 hab./km²).